# Stephanie De Smedt
Stephanie De Smedt is een Belgisch journaliste en was tot 2020 hoofdredactrice van De Tijd.

## Levensloop
Stephanie De Smedt studeerde geschiedenis aan de Universiteit Gent, daarnaast behaalde ze een master journalistiek en volgde ze een opleiding aan de Vlerick Business School.
In juli 2004 ging ze aan de slag als journaliste voor De Tijd, een functie die ze uitoefende tot december 2014. Vervolgens ging ze aan de slag bij lingeriefabrikant Van de Velde, waar ze zich bezig hield met de systemen voor maat- en stijladvies. In september 2016 volgde ze Isabel Albers op als hoofdredactrice van De Tijd. Op 1 juni 2020 werd ze als hoofdredactrice vervangen door adjunct-hoofdredacteur Peter De Groote  en werkt nu verder als journalist bij De Tijd.